# 自家蛍光

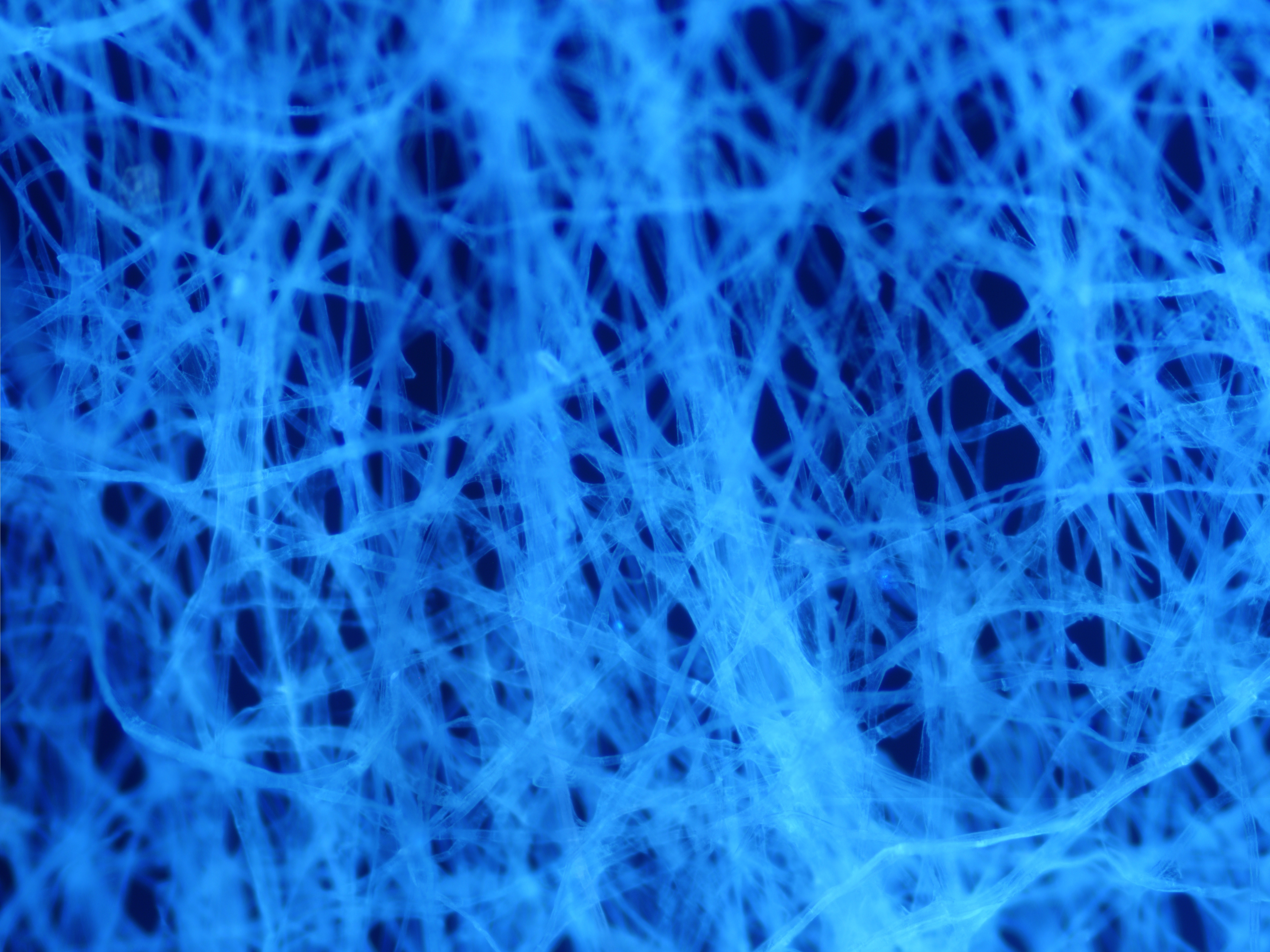
紫外線照射下で自家蛍光を発する紙の顕微鏡写真。

自家蛍光（じかけいこう、英: autofluorescence）は、ミトコンドリアやリソソームといった生物学的構造が光を吸収した際に起こる光の自然放出（フォトルミネセンス）であり、人工的に加えられた蛍光マーカー（フルオロフォア）由来の光を区別するために用いられる。

## 概要
自家蛍光が観察される最も一般的な分子はNADPHおよびフラビン類である。細胞外マトリックスもまたコラーゲンやエラスチンの固有特性によって自家蛍光に寄与する。
一般的に、アミノ酸のトリプトファンやチロシン、フェニルアラニンを多く含むタンパク質は、ある程度の自家蛍光を示す。
自家蛍光は多くの紙や布地に使われている非生物学的素材でも起こる。米国紙幣の自家蛍光は偽札と新札を識別する手段となる。

## 顕微鏡観察

マウスの腸組織のマルチスペクトル画像。

自家蛍光は蛍光顕微鏡観察において問題になる。光を発する染色剤（蛍光ラベルされた抗体など）は特定の構造を可視化するために試料に加えられる。
自家蛍光は興味のあるシグナルが非常に弱い時に特に特定の蛍光シグナルの検出を妨げる。
一部の顕微鏡（主に共焦点顕微鏡）では、自家蛍光のほとんどを除外するために加えた蛍光マーカーと内因性分子の励起状態の異なる寿命を利用することができる。

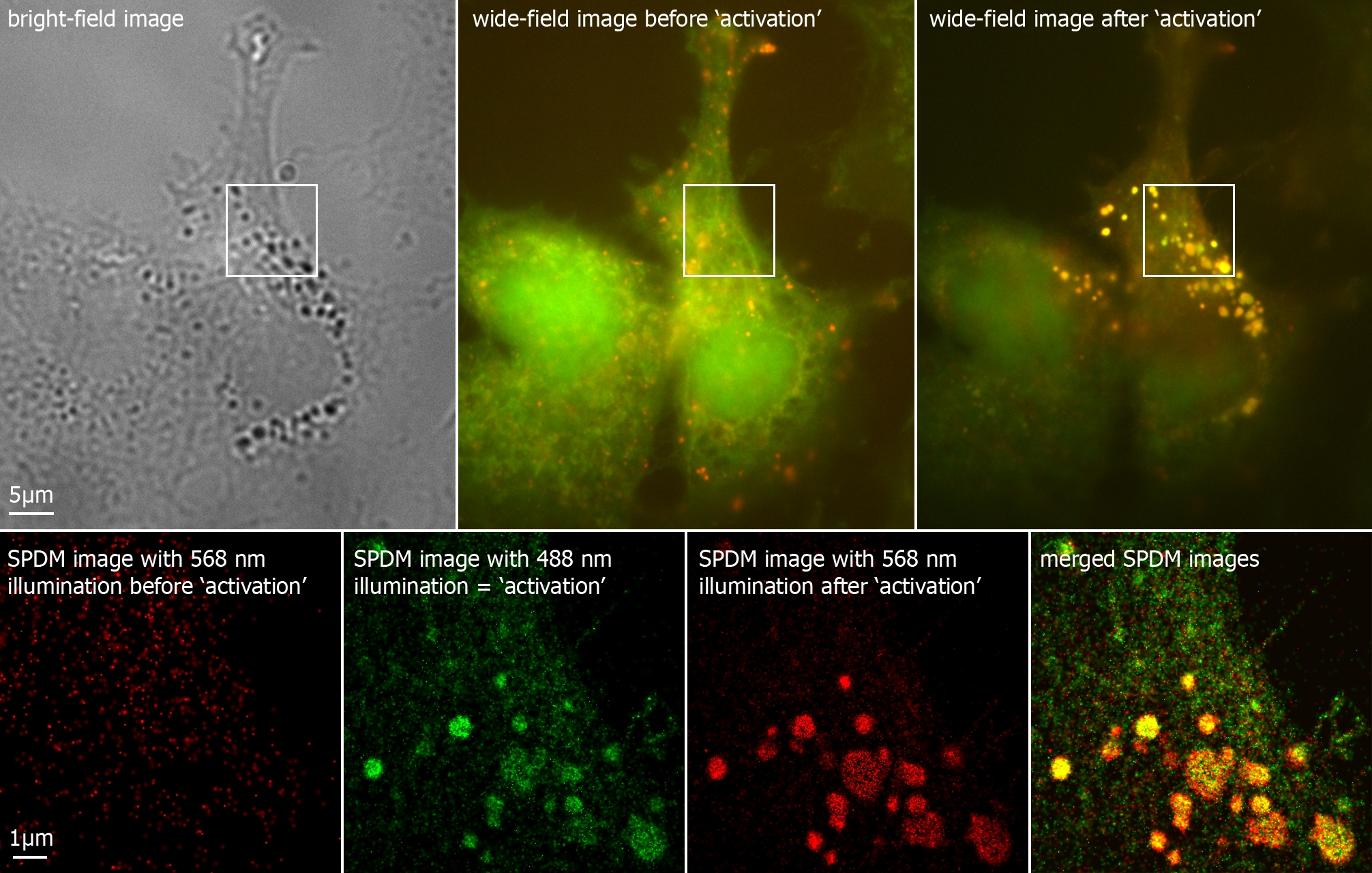
共焦点光学顕微鏡では見えない細胞構造の自家蛍光超解像顕微/光学ナノ顕微観察画像。

少数例ではあるが、自家蛍光によって興味のある構造が実際に光ったり、診断上の有用な指標として機能することもある。
例えば、蛍光マーカーを加えることなく、細胞の自家蛍光は細胞毒性の指標として使用することができる。
ヒトの皮膚の自家蛍光は終末糖化産物 (AGEs) の量を測定するために使用することができる。
マルチスペクトルイメージングを利用する光学イメージングシステムは、多重化機能を追加することによって自家蛍光が原因のシグナル劣化を低減することができる。
超解像顕微鏡SPDMによって、従来の蛍光イメージング条件では検出できなかった自家蛍光細胞オブジェクトが明らかにされた。

## 自家蛍光分子

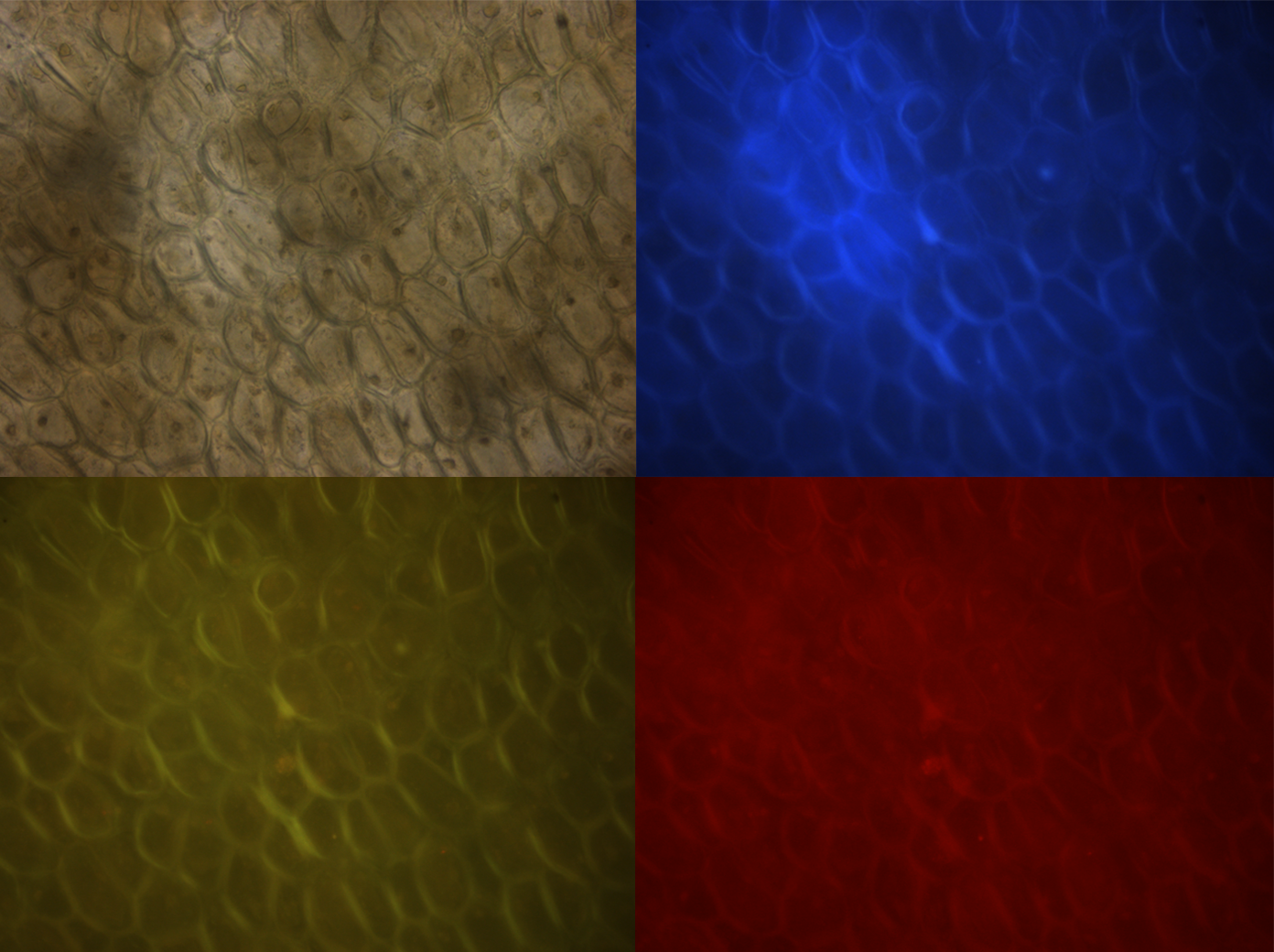
異なる光条件下でのバナナの表皮の自家蛍光。

| 分子                 | 励起 (nm) | 蛍光 (nm) | 生物                 | 出典       |
| NAD(P)H              | 340       | 450       | 全て                 | [ 8 ]      |
| クロロフィル         | 465, 665  | 673, 726  | 植物                 |            |
| コラーゲン           | 270-370   | 305-450   | 動物                 | [ 8 ]      |
| レチノール           |           | 500       | 動物およびバクテリア | [ 9 ]      |
| リボフラビン         |           | 550       | 全て                 | [ 9 ]      |
| コレカルシフェロール |           | 380-460   | 動物                 | [ 9 ]      |
| 葉酸                 |           | 450       | 全て                 | [ 9 ]      |
| ピリドキシン         |           | 400       | 全て                 | [ 9 ]      |
| チロシン             | 270       | 305       | 全て                 | [ 2 ]      |
| ジチロシン           | 325       | 400       | 動物                 | [ 2 ]      |
| エキシマー様凝集体   | 270       | 360       | 動物                 | コラーゲン |
| グリコシル化付加体   | 370       | 450       | 動物                 | [ 2 ]      |
| インドラミン         |           |           | 動物                 |            |
| リポフスチン         | 410-470   | 500-695   | 真核生物             | [ 10 ]     |
| ポリフェノール       |           |           | 植物                 |            |
| トリプトファン       | 280       | 300-350   | 全て                 |            |
| フラビン             | 380-490   | 520-560   | 全て                 |            |
| メラニン             | 340–400   | 360–560   | 動物                 | [ 11 ]     |